# Diecezja ukraińska (Apostolski Kościół Ormiański)

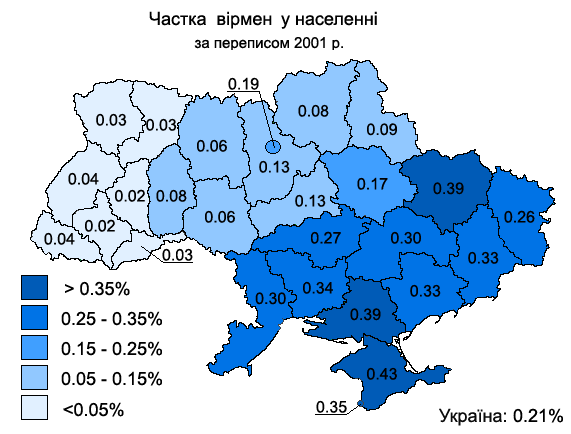
Diaspora ormiańska na Ukrainie według spisu z 2001 r.

Diecezja ukraińska – diecezja Apostolskiego Kościoła Ormiańskiego na Ukrainie utworzona 13 stycznia 1997 przez  katolikosa wszystkich Ormian Karekina I. Obecnym (2022) ordynariuszem diecezji jest biskup Markos Howannisjan.

## Historia
Pierwsze wspólnoty religijne Ormian powstały na Krymie w VIII wieku, gdy terytorium to znajdowało się pod kontrolą Bizancjum. We Lwowie gmina ormiańska powstała w XII wieku, kiedy poświęcono kościół Matki Boskiej i św. Grzegorza Oświeciciela (prezbiterium obecnej katedry).  W 1356 r. powstała diecezja ormiańska z siedzibą we Lwowie, a w 1367 r. król Kazimierz Wielki zezwolił ich biskupowi Grzegorzowi na wykonywanie jurysdykcji biskupiej i budowę katedry w mieście. W 1630 r. diecezja przekształciła się w archidiecezję ormiańskokatolicką.
Liczebność Ormian na Ukrainie zmniejszyła się, kiedy Ormianie krymscy zostali w 1778 r. (w ramach przygotowań do aneksji Chanatu Krymskiego przez Imperium Rosyjskie) przesiedleni przez Aleksandra Suworowa nad Don, gdzie powstało miasto Nowy Nachiczewan (obecnie w granicach Rostowa nad Donem).
W czasie II wojny światowej wielu polskich Ormian uległo eksterminacji ze strony Sowietów, hitlerowców i UPA. Ci, którzy przeżyli, zostali wysiedleni wraz z resztą ludności polskiej. Tym samym faktycznie ustała działalność archidiecezji ormiańskokatolickiej we Lwowie.
Także Ormianie krymscy zostali w 1944 r. przesiedleni w głąb ZSRR, wraz z innymi narodami zamieszkującymi Krym.
Współcześni Ormianie ukraińscy mają niewiele wspólnego z poprzednim osadnictwem. Większość z nich zamieszkuje wschodnią część kraju, gdzie w czasach radzieckich wielu Ormian (wraz z przedstawicielami innych narodowości ZSRR) przybyło w poszukiwaniu pracy w przemyśle ciężkim. Największy odsetek stanowią w obwodzie donieckim, charkowskim, dniepropetrowskim, w Republice Autonomicznej Krymu (od 2014 pod władzą Rosji) oraz w obwodzie odeskim. Posługują się głównie językiem armeńskim i rosyjskim, rzadko ukraińskim.
W październiku 1991 r. katolikos wszystkich Ormian Wasken I powierzył wartabedzie Nathanowi Hovhannisianowi (Oganesianowi) misję organizacji diecezji Apostolskiego Kościoła Ormiańskiego i mianował go locum tenens na Ukrainie. W 1997 Karekin I udzielił Hovhannisianowi sakry biskupiej. Diecezja ukraińska powstała 13 stycznia 1997 przez wydzielenie jej terytorium z diecezji nowonachiczewańskiej i rosyjskiej.
Wraz z organizacją diecezji rozpoczęto starania o budowę nowych świątyń i o pozyskanie dawnych świątyń ormiańskich. Niewielka wspólnota ormiańskokatolicka we Lwowie (20-30 osób), zarejestrowana w 1991 r., nie była w stanie przejąć tutejszej katedry, którą w l. 2000−2003 przekazano Apostolskiemu Kościołowi Ormiańskiemu.  
Obecnie siedzibą diecezji jest Lwów. Planuje się jednak przeniesienie siedziby do Kijowa, gdzie mieszka 40 tys. Ormian i gdzie rozpoczęto budowę nowej katedry.
Diecezja posiada swojego przedstawiciela w ramach Wszechukraińskiej Rady Kościołów i Organizacji Religijnych.

## Biskupi ordynariusze
- Nathan Hovhannisian 1997−2000 (następnie ordynariusz diecezji Wielkiej Brytanii i Irlandii)[11]
- abp Grigoris Buniatian 2001-2015 (od 1981 wikariusz generalny i biskup Argentyny[15], od 1990 do 1997 biskup diecezji szirackiej, od 1999 biskup armawirski[16])
- Markos Howannisjan (od 2015)

## Świątynie
Niektóre świątynie i klasztory diecezji ukraińskiej (znaczna część obiektów znajduje się obecnie w budowie, np. w Ługańsku i w Zaporożu):
- katedra ormiańska we Lwowie,  XIV w.
- kościół Zaśnięcia Matki Bożej w Białogrodzie nad Dniestrem,
- kościół Zmartwychwstania Pańskiego w Charkowie, 2004
- kościół św. Grzegorza Oświeciciela w Dnieprze, 1996
- kościół św. Mikołaja w Eupatorii, XIX w.
- kościół w Jałcie (początek XX w.)
- kościół św. Grzegorza Oświeciciela w Odessie, 1995
- monaster Świętego Krzyża (Surb Chacz) w Starym Krymie,  XIV w.
- kościół Świętych Archaniołów Michała i Gabriela w Teodozji, XV w.